# Ingelmunster
Ingelmunster és un municipi belga de la província de Flandes Occidental a la regió de Flandes.

## Evolució demogràfica
Font: NIS

## Localització

Mapa d'Ingelmunster

| - a. Izegem - b. Emelgem (Izegem) - c. Meulebeke - d. Oostrozebeke - e. Hulste (Harelbeke) - f. Lendelede |

## Burgmestres
| #  | Mandat    | Nom                     | Partit       |
| -- | --------- | ----------------------- | ------------ |
| 1  | 1798-1812 | Jan Vandenbulcke        |              |
| 2  | 1812-1814 | Ignaes Baeghe           |              |
| 3  | 1814      | Frans Verhaest          |              |
| 4  | 1815-1819 | Pieter Lodewijk Iserbyt |              |
| 5  | 1819-1830 | Ivo Steverlynck         |              |
| 6  | 1830-1848 | Jacobus Coussens        |              |
| 7  | 1848-1854 | Antoine Pieter Desmet   |              |
| 8  | 1854-1877 | Jan Francis Carron      |              |
| 9  | 1877-1882 | Henri Masureel          |              |
| 10 | 1882-1884 | Jan Verhaest            |              |
| 11 | 1884-1913 | Gustave D'Hoore         |              |
| 12 | 1913-1916 | Remi Callens            |              |
| 13 | 1916-1918 | Henri Van Clooster      |              |
| 14 | 1918-1932 | Remi Callens            |              |
| 15 | 1933-1946 | Paul Schotte            |              |
| 16 | 1941-1945 | Remi Craeymeersch       | VNV          |
| 17 | 1947-1970 | Camiel Verhamme         | CVP          |
| 18 | 1970-1991 | Erik Vankeirsbilck      | CVP          |
| 19 | 1992-1995 | Jean-Pierre De Clercq   | CVP          |
| 20 | 1995-2000 | Georges Defreyne        | CVP - Nu NVA |
| 21 | 2000-2009 | Jean-Pierre De Clercq   | CD&V         |
| 22 | 2010-     | Yves Vercruysse         | CD&V         |